# エルソン・スティヴェン・ディアス・コスタ
ククラ（Kukula）こと、エルソン・スティヴェン・ディアス・コスタ（Erson Stiven Dias Costa 、1993年1月22日 - ）は、カーボベルデ・サント・アンタン島出身のプロサッカー選手。ブルガリア・ファーストリーグ・ベロエ・スタラ・ザゴラ所属。ポジションは、フォワード。2013年3月4日、リーガ・サグレスのモレイレンセ戦で初ゴールを決めた。